# KSK Donk
KSK Ekeren Donk, vroeger KSK Donk, is een Belgische voetbalclub uit Donk, een wijk van Ekeren. De club is aangesloten bij de KBVB met stamnummer 4383 en speelt in geel-zwart. KSK Donk is actief in de provinciale reeksen.

## Geschiedenis
De club werd opgericht in 1946 en sloot zich aan bij de Belgische Voetbalbond. SK Donk ging in de provinciale reeksen spelen van start, waar het bleef spelen in de laagste reeksen. De terreinen bevinden zich sinds 1975 in Sportcomplex De Oude Landen aan de gelijknamige straat. In 2015 werd de naam gewijzigd naar KSK Ekeren Donk. De nadruk ligt er op jeugdopleiding. 

## Bekende (ex-)spelers
- Kevin van Dessel